# Ningen no jōken (série de filmes)
Guerra e Humanidade (人間の條件, Ningen no jōken) é uma trilogia épica japonesa feita entre 1959 e 1961, baseada na série de livros — de seis volumes — de mesmo nome publicada de 1956 até 1958 por Junpei Gomikawa. Foi dirigida por Masaki Kobayashi e estrelou Tatsuya Nakadai. A trilogia segue a vida de Kaji, um japonês pacifista e socialista, enquanto ele tenta sobreviver no mundo totalitário e opressivo da Segunda Guerra Mundial no Japão. Juntos como um único filme, a trilogia dura 9 horas e 47 minutos, não incluindo as intermissões, fazendo com que ele se tornasse um dos filmes de ficção mais longos já feitos.

## Sinopse
Guerra e Humanidade segue a jornada do bem-intencionado, porém ingênuo, Kaji, que de supervisor de campo de prisioneiros vira soldado do Exército Imperial e, eventualmente, prisioneiro de guerra dos soviéticos. Constantemente tentando melhorar um sistema corrupto, de tempos em tempos nota que suas morais causam mais impedimentos do que vantagens.

### Não Há Amor Maior
Kaji, um administrador civil pacifista, foi nomeado supervisor de um campo de prisioneiros na Manchúria durante a Segunda Guerra Mundial. O tratamento humanitário com os trabalhadores das minas e prisioneiros de guerra que Kaji supervisiona, entretanto, irrita seus superiores.

### Estrada Para a Eternidade
O idealista Kaji é enviado à Manchúria, um local longínquo do Japão onde ocorrem as mais selvagens atrocidades durante a Segunda Guerra Mundial. Ao descobrir que os soldados são cruelmente maltratados pelo seu sargento e oficiais, Kaji resolve fazer um protesto.

### Uma Prece de Soldado
Kaji, único sobrevivente de sua unidade, acaba rendendo-se ao exército Soviético. Ele é preso na Sibéria, onde espera melhor tratamento do que recebeu de seu próprio exército, porém é acusado de assassinato e ameaçado de execução. Kaji, então, tenta desesperadamente recuperar sua liberdade.

## Elenco

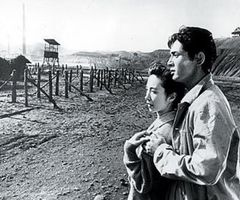
Tatsuya Nakadai e Michiyo Aratama, em 1959.

### Não Há Amor Maior
O elenco é composto por:
- Tatsuya Nakadai como Kaji
- Michiyo Aratama como Michiko
- Chikage Awashima como Tôfuku Kin
- Ineko Arima como Shunran Yô
- Keiji Sada como Kageyama
- Sô Yamamura como Okishima

### Estrada Para a Eternidade
O elenco é composto por:
- Tatsuya Nakadai como Kaji
- Michiyo Aratama como Michiko
- Kokinji Katsura como Sasa Nitôhei
- Jun Tatara como  Hino Jun'i
- Michirô Minami como Yoshida Jôtôhei
- Kei Satô como Shinjô Ittôhei
- Kunie Tanaka como Obara Nitôhei

### Uma Prece de Soldado
O elenco é composto por:
- Tatsuya Nakadai como Kaji
- Michiyo Aratama como Michiko
- Tamao Nakamura como Hinannmin no Shôjo
- Yûsuke Kawazu como Terada Nitôhei
- Chishū Ryū como Hinanmin no Chôrô
- Taketoshi Naitô como Tange Ittôhei
- Kyôko Kishida como Ryûko
- Ed Keene como oficial russo
- Ronald Self como Chapayev

## Produção
O filme foi baseado na autobiografia de mesmo nome dividida em seis partes e escrita por Junpei Gomikawa, que tinha forte ligação com o diretor Masaki Kobayashi.
Lembrando de suas próprias experiências durante a guerra, Kobayashi garantiu os direitos de Gomikawa e solicitou a aprovação da Shochiku, companhia responsável por distribuir o filme. Devido ao assunto, que criticava diretamente as ações do Japão durante a Segunda Guerra Mundial, o estúdio inicialmente não estava entusiasmado em relação ao filme, apenas aprovando o projeto após Kobayashi ameaçar que sairia caso contrário. Durante a gravação, Kobayashi carregou sempre uma cópia original do livro em mãos, e tentava manter o filme o mais fiel possível a obra de Gomikawa. Se certas cenas no livro não estivessem no script, elas seriam adicionadas quando possível, com os atores sendo notificados dessas mudanças um dia em antecedência para que memorizassem suas novas falas. Por causa deste esforço pela precisão, Gomikawa disse que estava muito feliz com a adaptação.
Opondo-se a contratar a equipe da Shochiku, o elenco do estúdio independente Ninjin Club foi utilizado. Kobayashi consultou o cinematógrafo Yoshio Miyajima para o filme, por ser admirador de seu trabalho com o diretor Fumio Kamei. Apesar de ter vários diálogos em mandarim, nenhum dos atores eram chineses, sendo falados foneticamente com legendas em japonês como acompanhamento. Não-asiáticos e Russos aparentemente foram utilizados para o papel dos soldados russos, porém, apenas Ed Keene e Ronald Self foram creditados. Como as relações entre a China e o Japão não existiam por causa da Revolução Cultural, Kobayashi levou um período de dois meses para encontrar locais para filmagem em Hokkaido. Incluindo a pré-produção, Guerra e Humanidade levou quatro anos para ficar completo.

## Lançamento
Notado por sua duração, Guerra e Humanidade dura nove horas e quarenta e sete minutos (579 minutos), tornando-o o filme mais longo da carreira de Kobayashi. O filme foi lançado como uma trilogia no Japão entre 1959 e 1961, enquanto era exibido em vários festivais internacionalmente. Maratonas da trilogia inteira durante a madrugada eram ocasionalmente exibidas no Japão, e exibições com o comparecimento de Tatsuya Nakadai costumavam lotar a casa.

## Recepção
Enquanto o filme ganhou uma controvérsia considerável na época de seu lançamento no Japão, Guerra e Humanidade foi aclamado criticamente, ganhou vários prêmios internacionais e estabeleceu Masaki Kobayashi como um dos diretores japoneses mais importantes de sua geração.
O crítico britânico David Shipman descreveu a trilogia em seu livro de 1983, The Story of Cinema, como "incontestavelmente o melhor filme já feito." Em sua crítca para o The New York Times em 2008, A.O. Scott declarou que "o filme monumental de Kobayashi pode esclarecer e enriquecer sua compreensão sobre o que é estar vivo."
No 21º Festival de Veneza, o filme ganhou o Prêmio San Giorgio e o Prêmio Pasinetti.
No Rotten Tomatoes, a primeira parte  — "Não Há Amor Maior" — está com 89% de aprovação, baseado em nove críticas.